# Here's Willie Nelson
Here's Willie Nelson es el segundo álbum de estudio del músico estadounidense Willie Nelson publicado por la compañía discográfica Liberty Records en 1963.

## Lista de canciones
Todas las canciones compuestas por Willie Nelson, excepto donde se anota.
1. "Roly Poly" (Fred Rose) - 1:51
2. "Half a Man" - 2:26
3. "Lonely Little Mansion" - 2:25
4. "The Last Letter" (Rex Griffin) - 2:56
5. "Second Fiddle" (Roger Miller) - 2:23
6. "Take My Word" - 1:50
7. "Right or Wrong" (Haven Gillespie, Arthur Sizemore, Paul Biese) - 2:11
8. "Feed It a Memory" (Hank Cochran, Justin Tubb) - 2:34
9. "Let Me Talk to You" (Danny Dill, Don Davis) - 2:20
10. "Way You See Me" - 2:57
11. "Things I Might Have Been" (Robert B. Sherman, Richard M. Sherman) - 2:20
12. "Home Motel" - 2:25

## Personal
- Willie Nelson - voz y guitarra acústica.